# BTR-94
Le BTR-94 est un véhicule de transport de troupes ukrainien à 8 roues motrices. Il est basé sur le BTR-80 soviétique.

## Description
Le BTR-94 est équipé d'un canon 2A7M 23x152 mm, d'une tourelle mitrailleuse Kalachnikov de 7,62 mm, de six lance-grenades fumigènes ainsi que d'un viseur optique combiné 1PZ-7-23. Il est fabriqué par l'usine Malichev.

## Pays utilisateurs
- Irak : 50 donnés par la Jordanie en 2004, utilisés par la brigade mécanisée de police ;
- Jordanie : 50 achetés à l'Ukraine en 1997 et livrés en 2000 (plus en service) ;
- Ukraine : en service dans les forces armées ukrainiennes.